# Omloop der Kempen
Der Omloop der Kempen (dt. De-Kempen-Rundfahrt) ist ein niederländisches Straßenradrennen für Männer.
Das Eintagesrennen wird seit 1948 in Veldhoven ausgetragen. Von 2005 bis 2014 war das Rennen in der Kategorie 1.2 Teil der UCI Europe Tour, von 2015 bis 2023 war es vorübergehend Teil des nationalen Kalenders in den Niederlanden. Seit der Saison 2024 steht das Rennen wieder im Rennkalender der UCI und ist erneut in die Kategorie 1.2 eingestuft. Die Strecke führt auf flachem Kurs durch die Provinz Noord-Brabant im Süden der Niederlande mit Start und Ziel in Veldhoven. Seit 1997 wird parallel zum Männerrennen der Omloop der Kempen Ladies ausgetragen.
Rekordsieger ist der Niederländer Anthony Theus mit vier Erfolgen.

## Palmarès (ab 2024)
| Jahr | Sieger            | Zweiter         | Dritter              |
| ---- | ----------------- | --------------- | -------------------- |
| 2024 | Martijn Rasenberg | Brent Clé       | Hidde van Veenendaal |
| 2025 | Arne Santy        | Roy Hoogendoorn | Blake Agnoletto      |

## Palmarès
- 2025  Arne Santy
- 2024  Martijn Rasenberg
- 2023  Coen Vermeltfoort
- 2022  Roel van Sintmaartensdijk
- 2021  Roy Eefting
- 2019  René Hooghiemster
- 2018  Daan van Sintmaartensdijk
- 2017  Tim Kerkhof
- 2016  Oscar Riesebeek
- 2015  Jochem Hoekstra
- 2014  Luke Davison
- 2013  Eugenio Alafaci
- 2012  Niko Eeckhout
- 2011  Jos Pronk
- 2010  Stefan van Dijk
- 2009  Theo Bos
- 2008  Job Vissers
- 2007  Lars Boom
- 2006  Jewgeni Popow
- 2005  Niki Terpstra
- 2004  Marvin van der Pluijm
- 2003  Alain van Katwijk
- 2002  Mark Vlijm
- 2001  Eric De Clercq
- 2000  Anthony Theus (4)
- 1999  Wim Omloop
- 1998  Christian Wegmann
- 1997  Rudie Kemna
- 1996  Bennie Gosink
- 1995  Anthony Theus (3)
- 1994  Anthony Theus (2)
- 1993  Harm Jansen
- 1992  John den Braber
- 1991  Rob Mulders
- 1990  Patrick Strouken
- 1989  Anthony Theus
- 1988  Eric Venema
- 1987  Theo Akkermans
- 1986  John van den Akker
- 1985  John Bogers
- 1984  Jean-Paul van Poppel
- 1983  Peter Hofland
- 1982  Henk Bouwman
- 1981  Frank Moons
- 1980  Ad Wijnands
- 1979  Jacques van Meer
- 1978  Pim Bosch
- 1977  Leo van Vliet
- 1976  Arie Hassink (2)
- 1975  Hans Koot
- 1974  Piet van der Kruys
- 1973  Jan Aling (2)
- 1972  Jan Spetgens
- 1971  Arie Hassink
- 1970  Fedor den Hertog
- 1969  Jan Aling
- 1968  Jan Krekels
- 1967  Leo Duyndam
- 1966  Wim Dubois
- 1965  Harry Steevens
- 1964  André van Middelkoop
- 1963  Arie den Hartog
- 1962  Cees Lute (2)
- 1961  Jan Schröder
- 1960  Cees Lute
- 1959  Bas Maliepaard
- 1958  René Lotz
- 1957  Jo de Roo
- 1956  Geurt Pos
- 1955  Adrie van Steenselen
- 1954  Daan de Groot
- 1953  Piet van de Brekel
- 1952  Tini Cuyten
- 1951  Wim Snijders
- 1950 keine Austragung
- 1949  Hans Dekkers
- 1948  Arie Geluk